# Cardiodactylus mumurai
Cardiodactylus mumurai är en insektsart som beskrevs av Otte, D. 2007. Cardiodactylus mumurai ingår i släktet Cardiodactylus och familjen syrsor. Inga underarter finns listade i Catalogue of Life.